# Perovskia
Perovskia este un gen de plante din familia  Lamiaceae.

## Specii
Cuprinde 8 specii.
1. Salvia abrotanoides (Kar.) Systma
2. Salvia bungei J.G.González
3. Salvia karelinii J.B.Walker
4. Salvia klokovii J.B.Walker
5. Salvia kudrjaschevii (Gorschk. & Pjataeva) Systma
6. Salvia pobedimovae J.G.González
7. Salvia scrophulariifolia (Bunge) B.T.Drew
8. Salvia yangii B.T.Drew

Hibrizi
1. Perovskia × intermedia Lazkov -P. abrotanoides × P. angustifolia) (S. abrotanoides × S. kareliniii)